# James Ingram
James Edward Ingram (sinh ngày 16/2/1952 - mất ngày 29/1/2019) là nam ca sĩ, nhạc sĩ, nhà sản xuất nhạc người Mỹ. Ông từng thắng 2 giải Grammy và có 2 đề cử giải Oscar ở hạng mục ca khúc trong phim hay nhất.

## Danh sách album

### Phòng thu
| Năm                                                                                            | Tên                | Xếp hạng | Xếp hạng | Xếp hạng  | Xếp hạng | Chứng nhận ở Mỹ | Hãng đĩa           |
| Năm                                                                                            | Tên                | US       | US R&B   | US Gospel | UK       | Chứng nhận ở Mỹ | Hãng đĩa           |
| ---------------------------------------------------------------------------------------------- | ------------------ | -------- | -------- | --------- | -------- | --------------- | ------------------ |
| 1983                                                                                           | It's Your Night    | 46       | 10       | —         | 25       | Gold            | Qwest/Warner Bros. |
| 1986                                                                                           | Never Felt So Good | 123      | 37       | —         | 72       | —               | Qwest/Warner Bros. |
| 1989                                                                                           | It's Real          | 117      | 44       | —         | —        | —               | Qwest/Warner Bros. |
| 1993                                                                                           | Always You         | —        | 74       | —         | —        | —               | Qwest/Warner Bros. |
| 2008                                                                                           | Stand              | —        | 63       | 18        | —        | —               | Intering           |
| "—" biểu thị album không lọt bảng xếp hạng, không phát hành hoặc không đủ điều kiện chứng nhận |                    |          |          |           |          |                 |                    |